# Loreto, Maranhão
Loreto este un oraș în unitatea federativă Maranhão (MA), Brazilia.